# Joachim Degener
 (mars 2025).
Motif : pas de sources secondaires centrées, simple général de brigade sans faits d'armes, notoriété douteuse
- Archive Wikiwix
- Bing
- Cairn
- DuckDuckGo
- E. Universalis
- Gallica
- Google
- G. Books
- G. News
- G. Scholar
- Persée
- Qwant
- (zh) Baidu
- (ru) Yandex
- (wd) trouver des œuvres sur Wikidata

| 1. | Préciser le motif de la pose du bandeau. | Précisez le motif de la pose du bandeau en utilisant la syntaxe suivante : {{admissibilité à vérifier\|date=mars 2025\|motif=remplacez ce texte par le motif}}                       |
| 2. | Informer les utilisateurs concernés.     | Pensez à avertir le créateur de l'article, par exemple, en insérant le code ci-dessous sur sa page de discussion : {{subst:avertissement admissibilité à vérifier\|Joachim Degener}} |

Joachim Degener (28 novembre 1883 à Metz - 7 septembre 1953 à Wurtzbourg) est un général de brigade allemand de la Seconde Guerre mondiale. Fin 1944, il commanda notamment la 189e division d'infanterie.

## Biographie
Joachim Degener naît le 28 novembre 1883, à Metz, une ville de garnison animée de l'Alsace-Lorraine. Avec sa ceinture fortifiée, Metz est alors la première place forte du Reich allemand, constituant une pépinière d'officiers supérieurs et généraux. Comme ses compatriotes Günther Rüdel et Wilhelm Baur, le jeune Joachim se tourne vers la carrière des armes. Il s’engage donc dans l’armée impériale, le 20 septembre 1912. Joachim Degener sert au 17e régiment de hussards, d'abord comme Fahnenjunker-Unteroffizier, puis comme Fähnrich, aspirant, en juin 1913, et enfin comme Leutnant, sous-lieutenant, en mars 1914.

### Première Guerre mondiale
Joachim Degener participe aux combats avec le 4e escadron d’août à septembre 1915. Il est nommé officier d’ordonnance le 8 juin 1915, mais tombe malade le 22 juin. Il est alors affecté dans un dépôt, puis dans un escadron du 13e régiment de hussards, avec qui il combat jusqu’en septembre 1916. Le 22 septembre 1916, Degener est de nouveau affecté au 17e régiment de hussards. Il est promu Oberleutnant, lieutenant, le 20 mai 1917, et prend la tête d’un escadron du 17e régiment de hussards, commandement qu'il conserve jusqu’au 12 juin 1919.

### Entre-deux-guerres
Après l’armistice de 1918, Joachim Degener est versé dans un régiment de cavalerie, le 10e, puis au 13e régiment monté, où il sert jusqu’en mars 1926. Promu Rittmeister, capitaine de cavalerie, en février 1925, Degener commande un escadron dans ce régiment de mars 1926 à février 1931. Le capitaine Degener sert ensuite à l’État-major de la 2e division de cavalerie. Le 1er décembre 1933, il est affecté à Torgau au 10e régiment monté, où il est promu Major, commandant, en avril 1934. Degener est nommé instructeur, à l’école de guerre de Munich, le 1er janvier 1935. Il est promu Oberstleutnant, lieutenant-colonel, le 1er août 1936. Le 12 octobre 1937, le lieutenant-colonel Degener commande un bataillon à l’école de cavalerie. Il commande ensuite le 14e régiment de cavalerie du 24 novembre 1938 au 23 octobre 1939. En avril 1939, Degener est promu Oberst, colonel.

### Seconde Guerre mondiale
Le colonel Degener prend le commandement de la 5e brigade des fusiliers le 23 octobre 1939. Le 6 février 1941, il est nommé commandant de la place de Wurtzbourg, poste qu’il occupera jusqu’en avril 1944. À ce poste, il est promu Generalmajor, général de brigade, le 1er novembre 1942. Mis en disponibilité en avril 1944, le général Degener est nommé commandant de Kovel, en Ukraine. 
Le 1er juin 1944, le général Degener est détaché en France, avant d’être nommé, le 19 juillet 1944, commandant de la Feldkommandantur 997 de Perpignan. Le général Degener commande peu après un groupe de combat, d’août 1944 à octobre 1944. Le général Degener prend ensuite le commandement de la 189e division d’infanterie, le 24 octobre 1944. Mis en disponibilité le 29 décembre 1944, il est nommé commandant de Győr, en Hongrie, le 18 janvier 1945. C’est de là qu’il partira en captivité le 8 mai 1945. Accusé de crime de guerre, il sera acquitté et finalement libéré le 22 mai 1948.
Joachim Degener s'éteindra le 7 septembre 1953, à Wurtzbourg, en Allemagne.

## État des services
- Fahnenjunker-Unteroffizier (5 avril 1913) ;
- Fähnrich (16 juin 1913) ;
- Leutnant (22 mars 1914) ;
- Oberleutnant (20 mai 1917) ;
- Rittmeister (1er février 1925) ;
- Major (1er avril 1934) ;
- Oberstleutnant (1er août 1936) ;
- Oberst (1er avril 1939) ;
- Generalmajor (1er novembre 1942)

## Distinctions
- Croix de fer (1914), IIe et Ire classes[3].
- Braunschweigisches Kriegsverdienstkreuz IIe classe[3].
- Croix de fer (1939), IIe et Ire classes.